# サンミュージック企画
株式会社サンミュージック企画（サンミュージックきかく）はサンミュージックグループ傘下の芸能事務所・番組制作会社。

## 概要
コマーシャルへのタレントキャスティング、コマーシャル・テレビ番組・ラジオ番組・映画の企画制作、各種イベントの企画運営、サンミュージックグループ所属タレントの海外プロモーションなどを主たる業務とする。
サンミュージックグループのお笑い部門である「プロジェクトGET」を手がけていたことでも知られている。「GET」の呼称はダンディ坂野がブッチャーブラザーズを頼ってサンミュージックに所属する際にサンミュージックグループ内にいわゆる「お笑い担当班」を作ることになって名付けられたもので、「ギャグ・エンターテインメント・チーム」(Gag Entertainment Team) の略と、ダンディの持ちネタ「ゲッツ!」の両方の意味があるという。現在、お笑い芸人（「プロジェクトGET」セクション所属タレント）のマネジメントはグループのサンミュージックプロダクションに一本化されている（サンミュージックグループ傘下でサンミュージックプロダクション所属でないことが明らかなのはサンミュージックブレーン所属の子役タレント及び「サウンドミッション」セクションの歌手・タレントのみ）。
一発屋を多く輩出したことから、小島よしお曰く「（カンニング竹山も含め）キワモノばっかりが集まってくる」「業界では（自分も含め）『一発屋製造工場』と呼ばれている」。
お笑い部門は、再建当初なかなかブレイクする芸人が出ず、再び潰されかけた。しかしダンディ坂野がブレイクし、存続が決定した。そのため、古参芸人はダンディに対して非常に敬意を表している。
2004年よりお笑い芸人養成学校である「TOKYO☆笑BIZ」を運営していたが、2016年にサンミュージックアカデミー東京校専科のお笑いコースとしてリニューアルされた。ただし、サンミュージックグループの会社概要では「TOKYO☆笑BIZ」の運営は引き続きサンミュージック企画の業務として分類されている。

## 沿革
- 1974年 - 創立。
- 1984年 - お笑い部門廃止。これに伴い、ブッチャーブラザーズなどの所属お笑いタレントが解雇される。
- 1997年 - お笑い部門再建。当時フリーだったブッチャーブラザーズが呼び戻される。